# Галерея старих майстрів

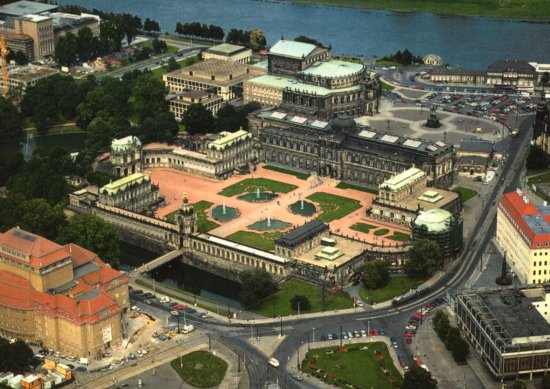
Архітектурний ансамбль Цвінґера

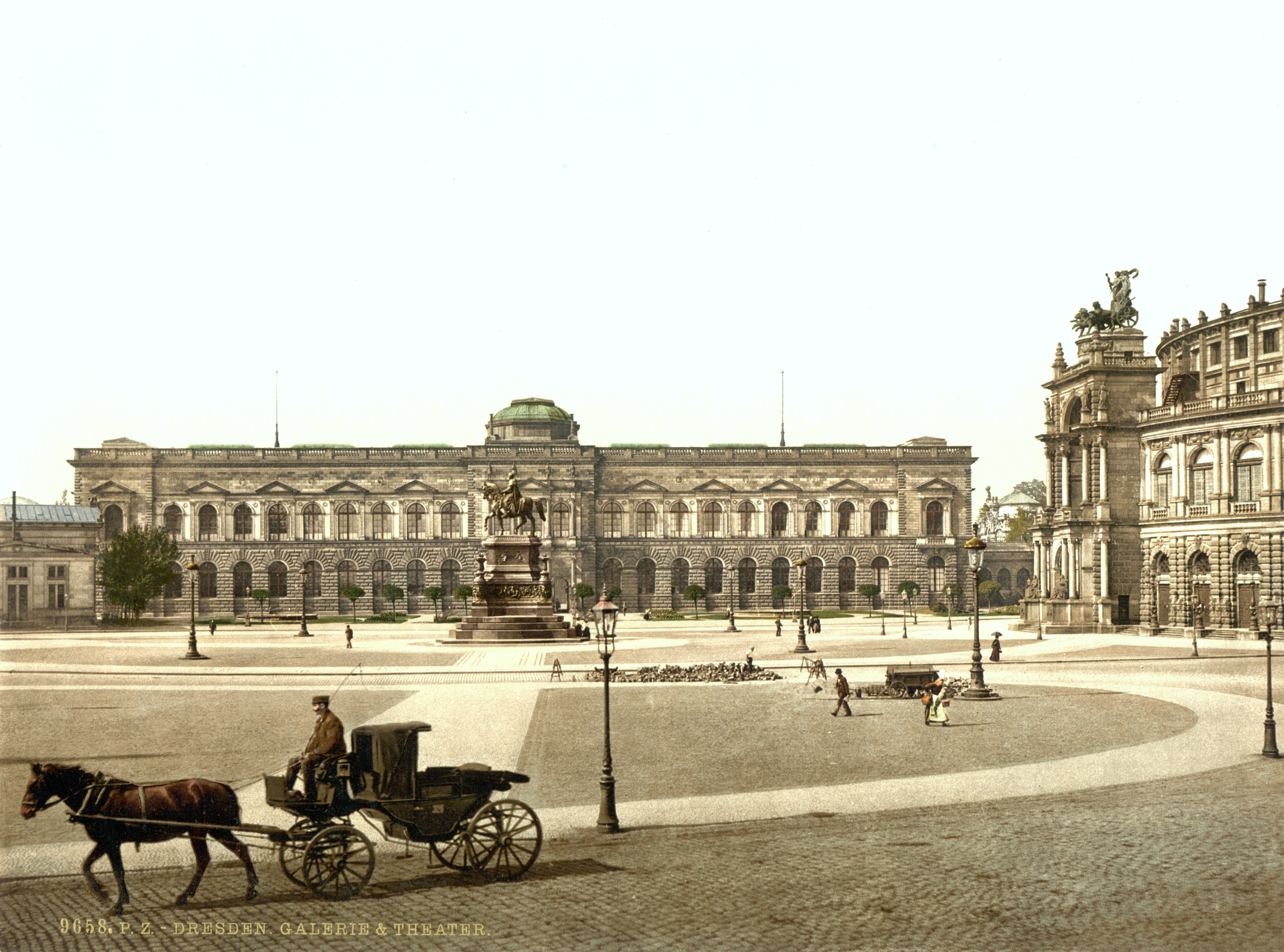
Галерея Земпера, 1900 рік

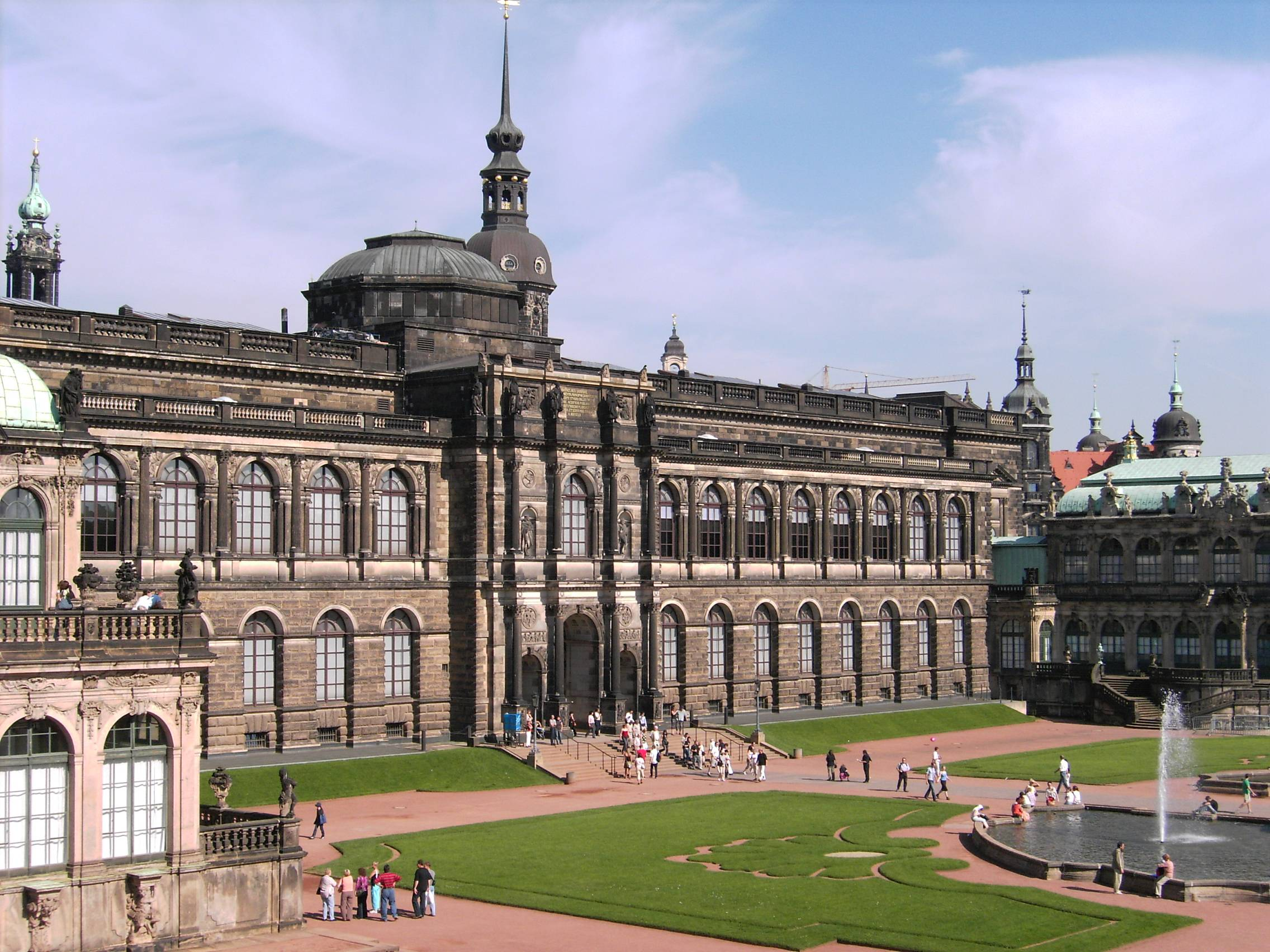
Сучасний вигляд галереї Земпера, вигляд з боку Цвінґера

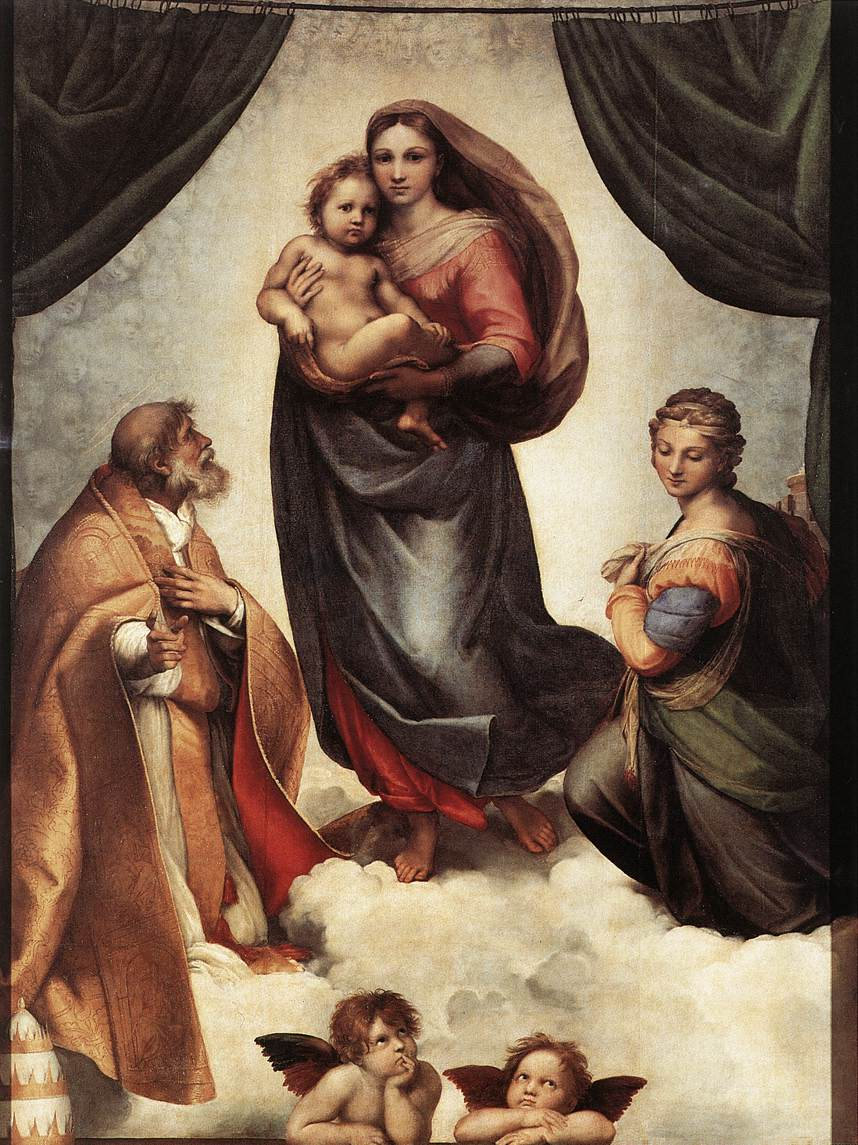
Рафаель Санті, «Сікстинська Мадонна», 1514 рік

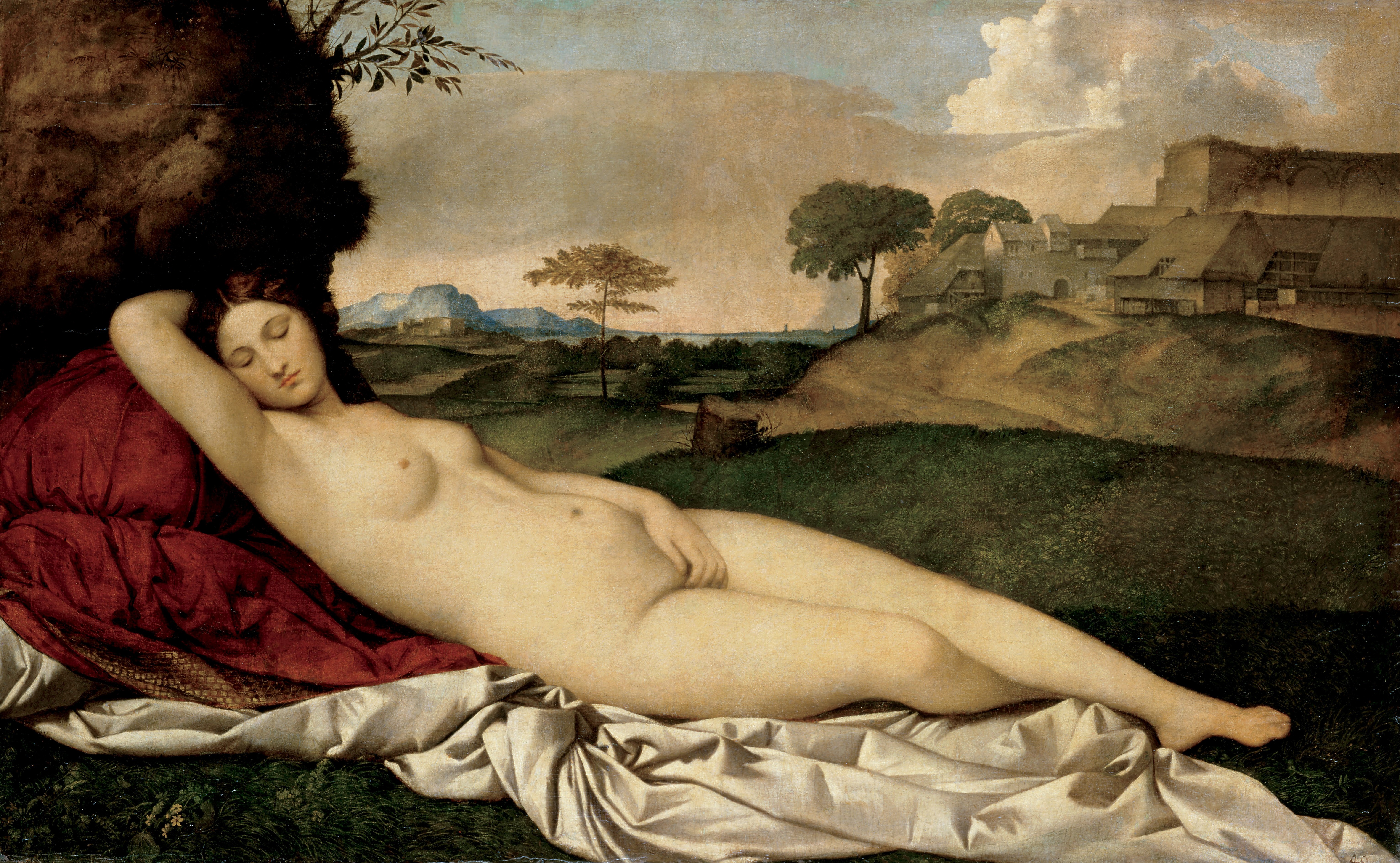
Джорджоне, «Венера заснула», 1510 рік. Дописана Тіціаном

Галере́я стари́х майстрі́в (нім. Gemäldegalerie Alte Meister), також Дре́зденська карти́нна галере́я — всесвітньо відоме зібрання картин від Відродження до бароко і класицизму в Дрездені, частина Державних художніх зібрань Дрездена.

## Історія
Колекція створювалася в першій половині XVIII століття при саксонських курфюрстах — королях Польщі Августі II Сильному (1670–1733) і Августі III (1696–1763). Зібрання картин швидко збільшувалося, в 1746 році для Галереї, за посередництва Франческо Альґаротті, було придбано одночасно 100 шедеврів мистецтва. Галерея стала відомою у Європі вже у 1747 році.
У XIX столітті Готфрідом Земпером (нім. Gottfried Semper; 1803–1879) було запроектоване нове приміщення галереї, яке увійшло в архітектурний ансамбль Цвінґера, хоча відрізняється від нього за своїм стилєм неоренесансу. Галерея Земпера була зведена у 1855 році. Будівлю зі сторони курдонера — парадного двору, прикрасили статуями Рафаеля, Мікеланджело, Данте, Джотто, Ганса Гольбейна Молодшого та Альбрехта Дюрера, Гьоте та Пітера Корнеліуса.
В часи Другої світової війни будова Галереї одержала сильні пошкодження у 1945 році під час американських бомбардувань. Більшість картин була вивезена до Києва та Москви і не постраждала. Після війни колекція картин Галереї була перевезена до СРСР. 3 червня 1956 року мистецькі шедеври були повернуті у Дрезден. Цвинґер було відновлено і відкрито для відвідувачів у 1960 році. З 1988 по 1992 рік будівля Галереї реконструювалася.
Перлиною дрезденської збірки творів мистецтва є «Сікстинська Мадонна» (нім. Sixstinische Madonna) Рафаеля Санті.

## Відділи галереї
- Арраси (або гобелени-килими з фігурами чи орнаментами).
- Пастелі (роботи кольоровою крейдою).
- Мініатюри.
- Відділ живопису, так званих, старих майстрів Західної Європи.

## Мініатюри
Мініатюра, як різновид мистецтва, виникла давно і спочатку виключно слугувала світлинами середньовічних рукописів. Назву ведуть від лат. minium — «коштовна червона фарба»"". З плином часу отримала свою лакуну в приватному житті, де виконувала роль сучасної фотографії. Головні матеріали мініатюр: пергамент, папір, кістка, метал, дерево, XVIII століття додало порцеляну.
Відділ мініатюр Дрезденської галереї пишається роботами художниці-італійки Розальби Кар'єри, Рафаеля Менгеса, Терезії Конкордії Марон, Даніеля Каффе, Феліції Гофман, Йозефа Дарбеса. Мініатюру XIX століття репрезентують твори дрезденського професора Августа Граля. Портрети переважають серед сюжетів мініатюр, але зустрічаємо й копії з картин чи образи святих.

## Арраси
Арраси — килими з фігурами людей чи орнаментами. Назва походить від французького міста Аррас, де жінки-ткалі робили подібні килими. Виробництво килимів перенесли в інші міста, та назва закріпилася. Пізніше брати Гобелен заснували свою мануфактуру з їх виробництва, звідки й пішла сучасна назва. Тепер усі ткані килими помилково називають гобеленами, хоча ця назва істинна лише для продукції мануфактури братів Гобелен.
Збірка Дрезденської галереї утримує арраси XVII століття та два давньонімецькі килими анонімних майстрів. Назва «давньонімецькі» вносить плутанину. Необов'язково такі килими вироблені суто німцями. Килими Дрезденської галереї походять з Брюсселю, коронованої столиці аррасів та гобеленів. Аррас з сюжетом «Розп'яття Христа» (близько 1515 року) пов'язують з творчим надбанням нідерландця Яна Госсарта (близько 1478–1532) або його послідовника. Аррас з «Вознесінням» йде від ксилографії Альбрехта Дюрера «Страсті Христа» в нідерландському розумінні сюжету.
Гобелени за картонами італійця Рафаеля Санті в Дрездені теж не італійські, а походять з мануфактури Великої Британії. Отже, глобалізація в Західній Європі розпочалася давно і лише у XXI столітті набула всесвітнього поширення.
(Велику збірку аррасів має на слов'янських землях королівський замок Вавель у Кракові, Польща. Гобелени можна побачити й в музейних збірках України — в Одесі, у Львові. Національному музеї мистецтв імені Богдана та Варвари Ханенків в Києві теж експонує поодинокі зразки гобеленів. Чотири Ханенківські гобелени на сюжети роману Сервантеса «Дон Кіхот» вироблені у брюссельській мануфактурі за картонами французького майстра Франції Шарля Куапе́ля (1694–1752).

## Пастелі

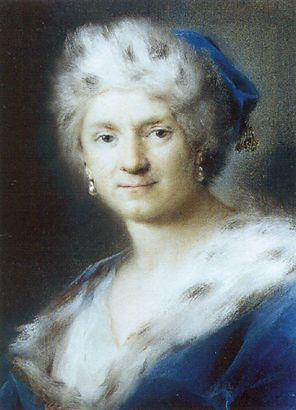
Розальба Кар'єра. «Автопортрет як алегорія зими», Дрезден

Назва «пастель» походить від латини (лат. pasta — «тісто»). Термінологія фіксує й використання слова італ. а pastello для позначення роду малювання італійським чорним олівцем та сангіною, або іншими кольоровими олівцями. Цим засобом широко користувалися старі майстри Італії XVI століття. Збережені малюнки Парміджаніно, Даніеле да Вольтера, Федеріко Барочі, Гвідо Рені, Сальватора Рози.
Використовувались різні матеріали: олія, крейда, віск. Пастельна техніка більше використовувалась для навчання та замальовок, ніж для виконання закінчених художніх творів, але техніка не вмирала й спалахнула небаченою популярністю у XVIII столітті. Поширенню цієї техніки сприяли митці Франції після знайомства з віртуозними творами венеційки Розальби Кар'єри (1675–1757).
Дрезденська збірка пастелей добре знана у світі ще й через те, що пастелі ніколи не перевозять з одного музею до іншого ні на які виставки. Бо з крейдяних пастелей осипаються фарби і вони швидко псуються. Спроби фіксувати крейдяний пилок в XX столітті удосконалили. Але ніхто не буде ризикувати творами XVIII століття заради гучного успіху однієї виставки.
Пастельна збірка Дрезденської галереї має твори Розальби Кар'єри, Моріса Кантена де ла Тура (1704–1788), Рафаеля Менгса, Терезії Констанції Марон. Добре знана у світі та й в Україні «Шоколадниця» Жана-Етьена Ліотара. Перважають портрети аристократів та алегорчні зображення («Алегорія зими», «Алегорія Африки»).

## Живопис Дрезденської галереї

### Німецькі майстри

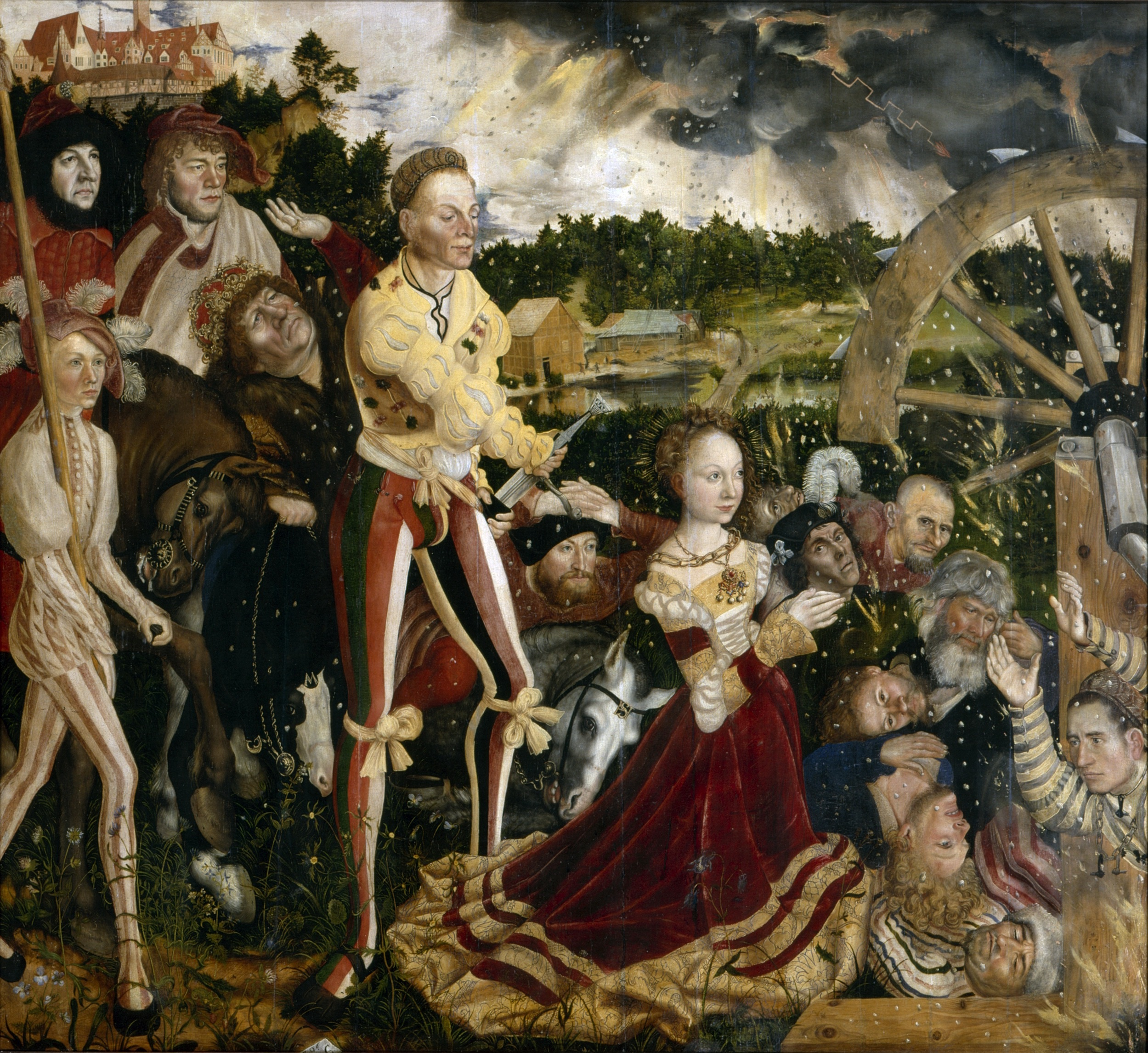
Лукас Кранах Старший. Вівтар святої Катерини, центральна частина, 1506 рік.

Німецька культура дала світові визначні твори у військових справах, військовій інженерії, середньовічній архітектурі, філософії, літературі. Німецький внесок в музику досяг світового значення — Йоганн Себастьян Бах, Моцарт, Бетховена.
Вкрай розорена та зруйнована країна після Тридцятирічної війни (1618–1648) майже не мала видатних зразків образотворчих мистецтв XVII сторіччя. Видатні були до (XV—XVI століття) та після (XVIII століття).
Дрезденська збірка німецьких майстрів XV–XVI сторічч за повнотою поступається збірці в Мюнхені, проте й у Дрездені можна подивитися на орігінали Альбрехта Дюрера, Ганса Гольбейна старшого (близько 1479–1543), Лукаса Кранаха, Ганса Бальдунга Гріна (близько 1485–1545). Інші аспекти давньонімецького живопису подають Георг Пенц («Поклоніння трьох волхвів»), Ганс Малер, Єрхард Ровіх («Майстер домашної книги»), анонім («Тортури святого Бартоломео»).
XVII століття репрезентують твори Йогана Лісса та Адама Ельсгаймера, які працювали в Італії, Йогана Шенфельда та інших.
XVIII століття — Ґраф Антон, Рафаель Менгс, художниця-мандрівниця Анжеліка Кауфман (1741–1807), яка приїздила навіть до Петербургу.

### Майстри Голландії

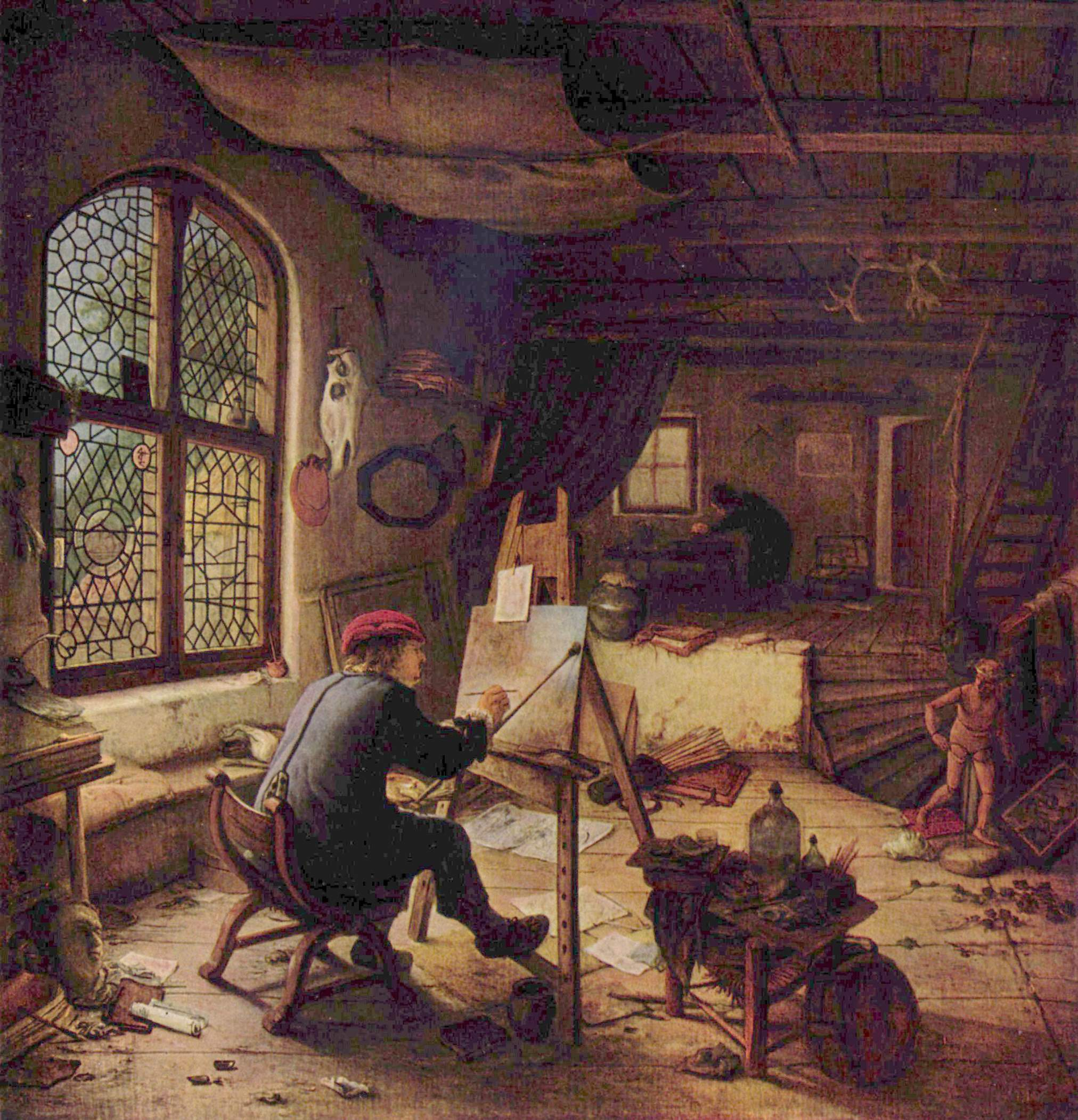
Адріан ван Остаде. «Майстерня художника». 1663 рік.

Мистецтво Голландії можна вивчати на зразках Рембрандта («Автопортрет з дружиною Саскією»), Франса Галса, Терборха, Метсю, Доу. Засновника європейського філософського пейзажу Якоба ван Рейсдала репрезентує шедевр — «Єврейський цвинтар» (той, що в Удекерці під Амстердамом, який існує й зараз). Ще один шедевр за межами Голландії «Дівчина, що читає лист біля відкритого вікна» Яна Вермера з Делфту — знаходиться теж тут.
Особливий щабель займають так звані малі голландці. Назва походить від того, що вони писали невеличкі за розмірами картини, які охоче купували городяни, ремісники. Картини Вермеєра прикрашали оселю булочника. У Дрезденській галереї цікава збірка малих голландців: Терборха, Рейсдала, Екхоута, Яна Стена. Є навіть картина утаємниченого Матіаса Стомера «Старенька зі свічкою».

### Майстри Іспанії
Іспанський живопис придбали порівняно пізно, у XIX столітті на аукціоні в Лондоні. Саме звідти походять твори Франсіско де Сурбарана, Бартоломе Естебана Мурільйо. Ранішня картина Ель Греко придбана в Венеції — «Христос лікує сліпого». Тільки три портрети Веласкеса, придбані ще у 1746 році із збірки герцога Модени. Пощастило збірці у Дрездені і з придбанням картин Хосе де Рібера (1591–1652). Збірка нараховує шість робіт майстра, п'ять з яких мають підпис художника и датовані. Особливо значуші: «Свята Інесса за ґратами», «Філософ Діоген з ліхтарем шукає справжню людину», «Звільнення янголом Апостола Петра з в'язниці».

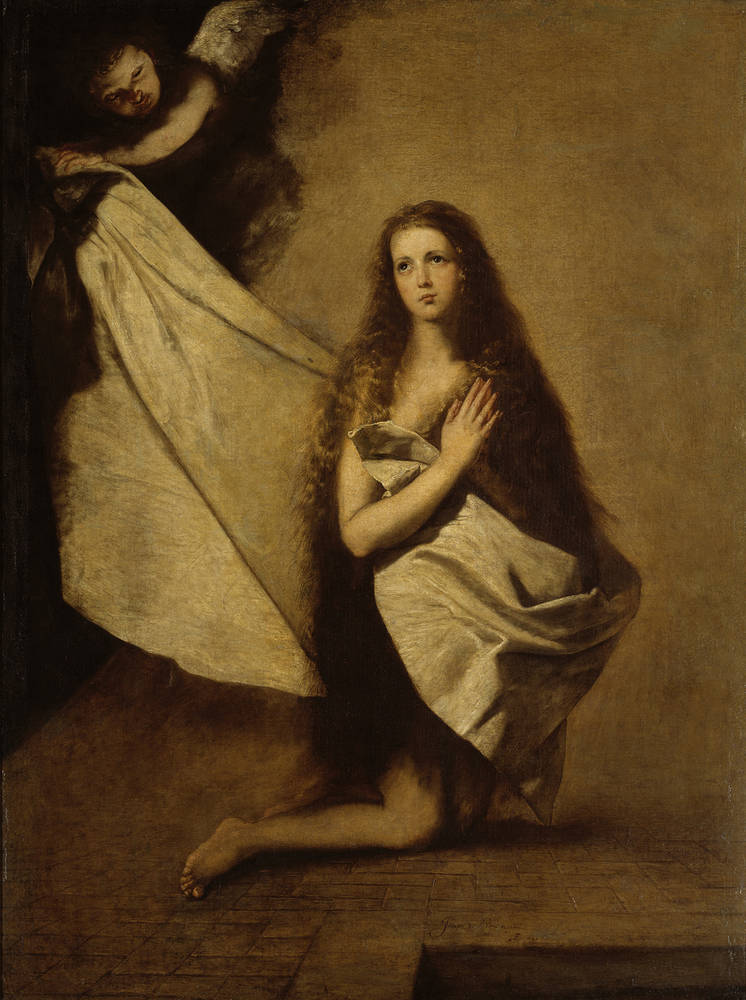
Хосе де Рібера. «Св. Інеса у в'язниці», 1641 р.
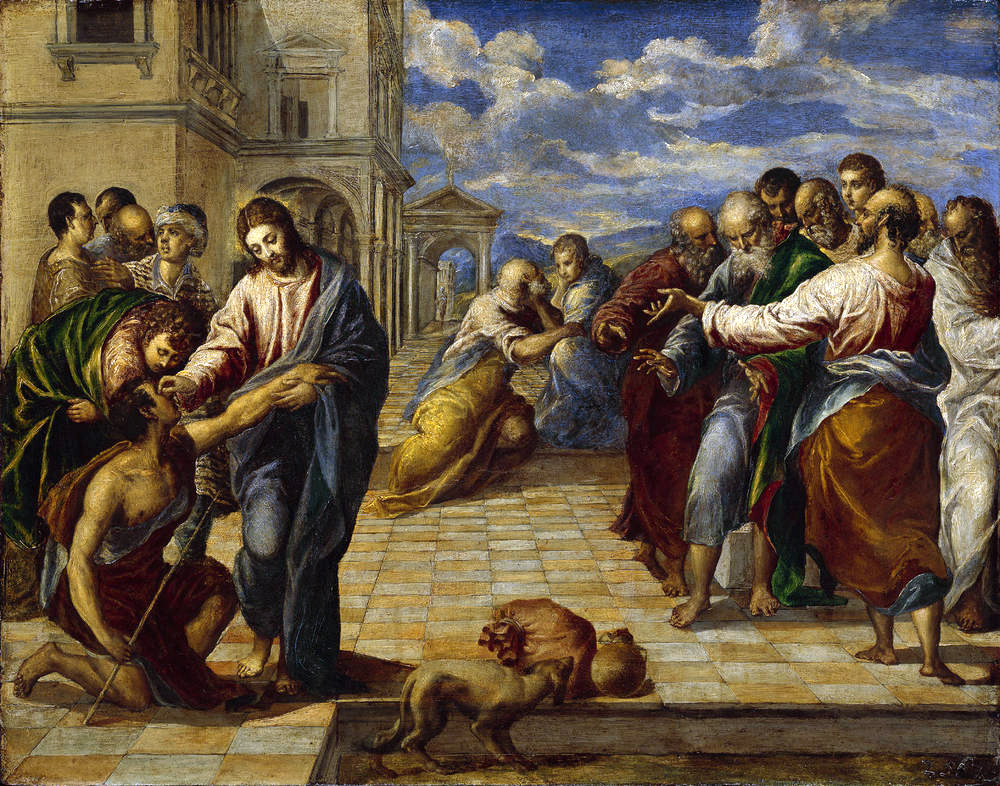
Ель Греко. «Христос лікує сліпого», 1567 р.
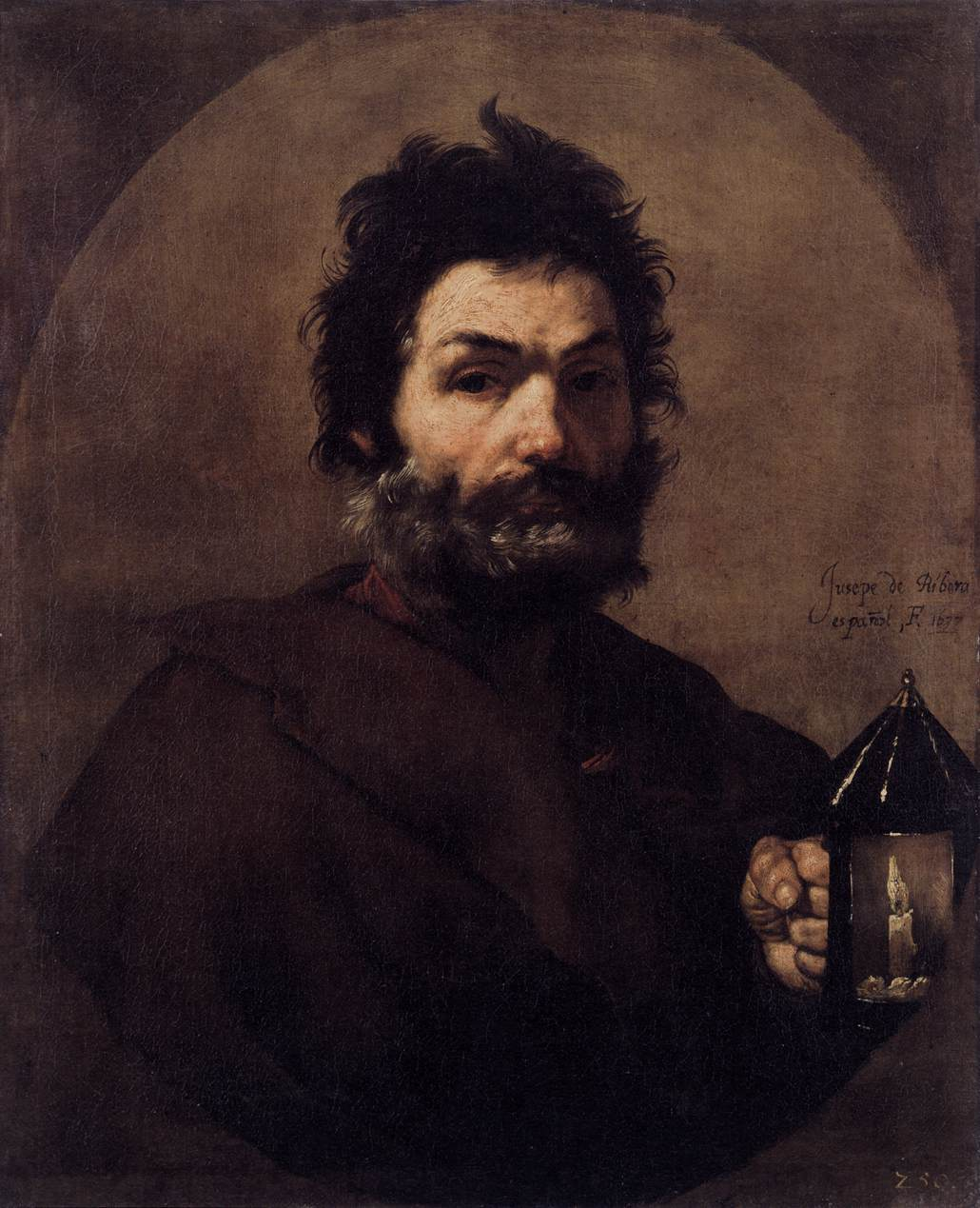
Хосе де Рібера. «Філософ Діоген», 1637 р.

### Майстри Фландрії

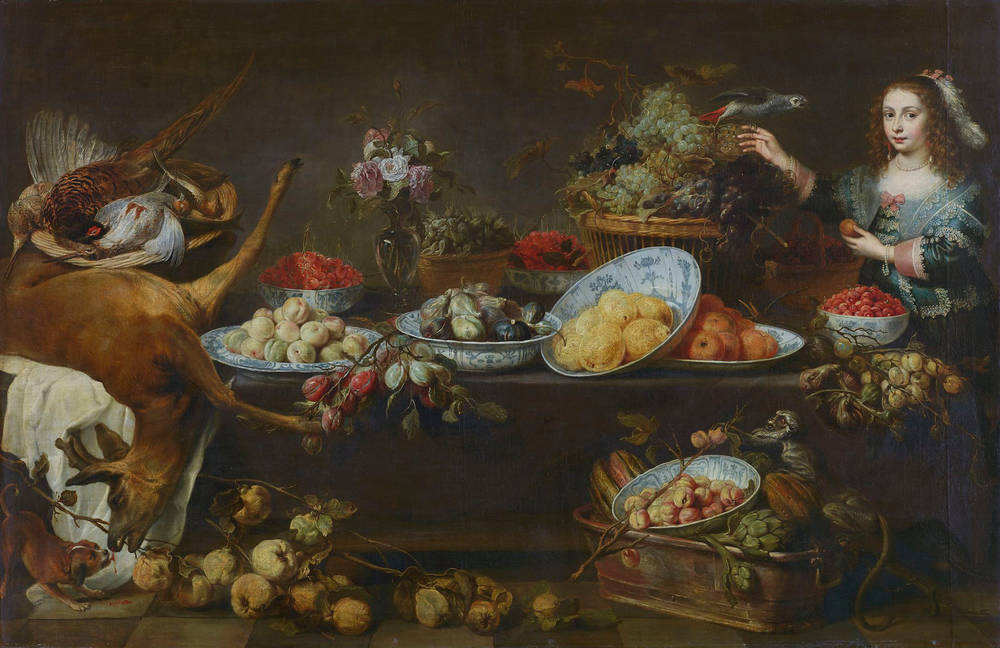
Франс Снейдерс. Натюрморт з дамою та папугою. Друга чверть XVII століття.

Колекція творів майстрів Фландрії невелика в порівнянні із збірками в Мюнхені чи в Ермітажі. Але твори уславлених художників XVII століття представлені без винятків. Натюрморти Франса Снейдерса, портрети Антоніса Ван Дейка, твори Пітера Пауля Рубенса доволі добре характеризують бароко Фландрії. Серед відомих майстрів фламандського пейзажу доби бароко — Ян Вільденс.

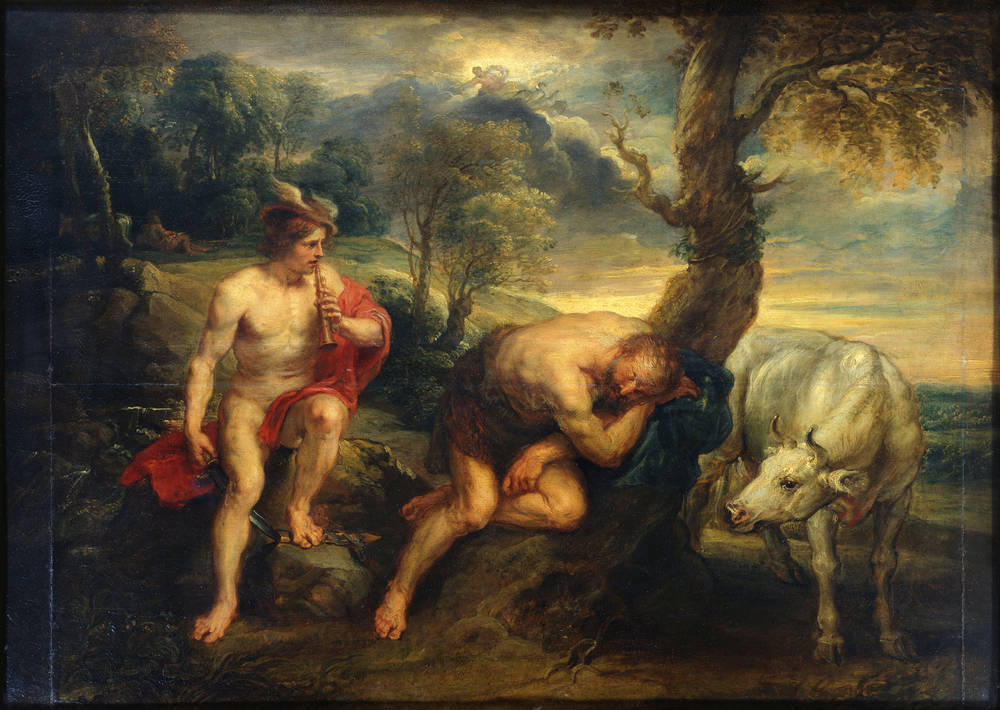
П.П. Рубенс. «Меркурій і Аргус»
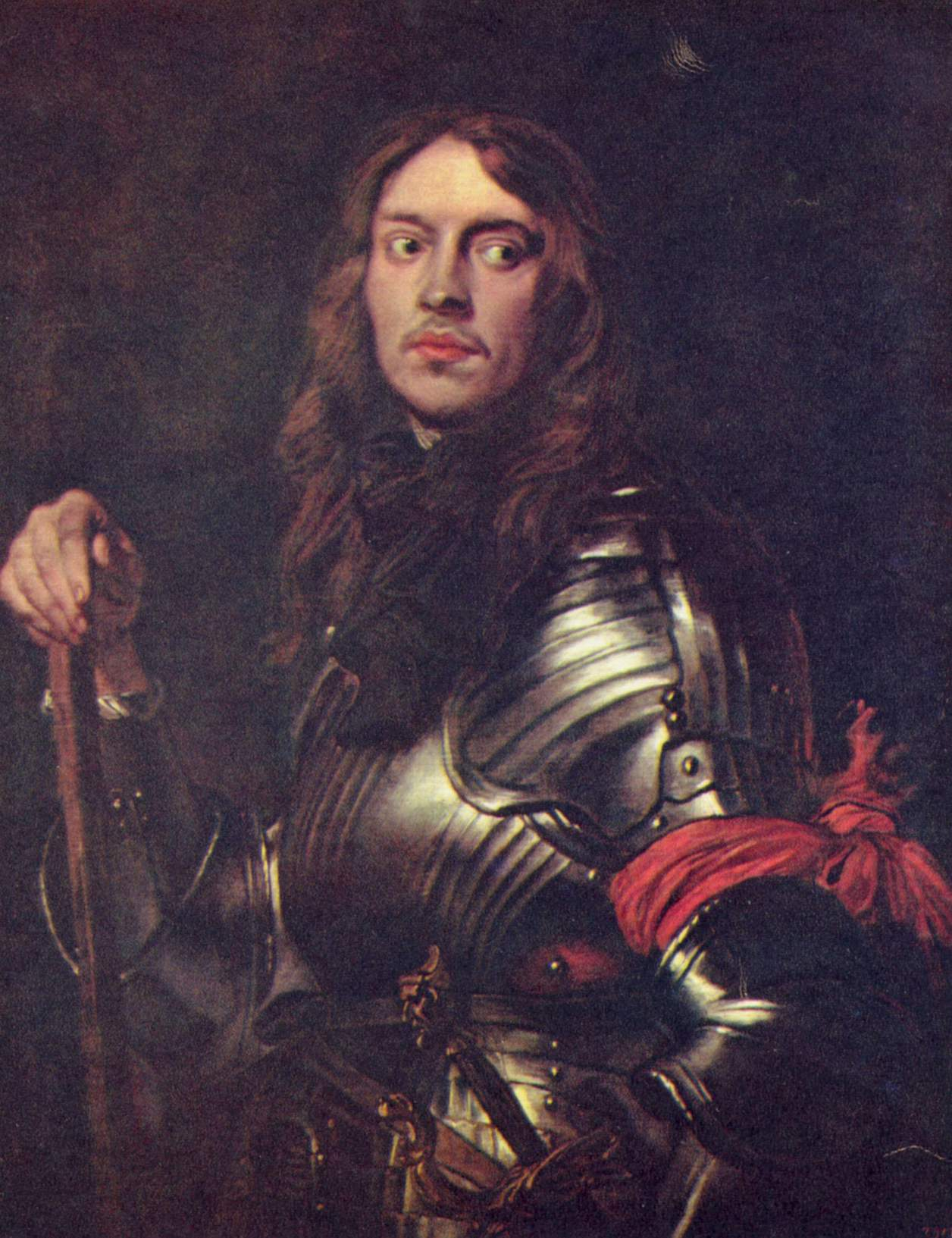
Антоніс ван Дейк. «Ейнес Гехарнішен в лицарських обладунках»
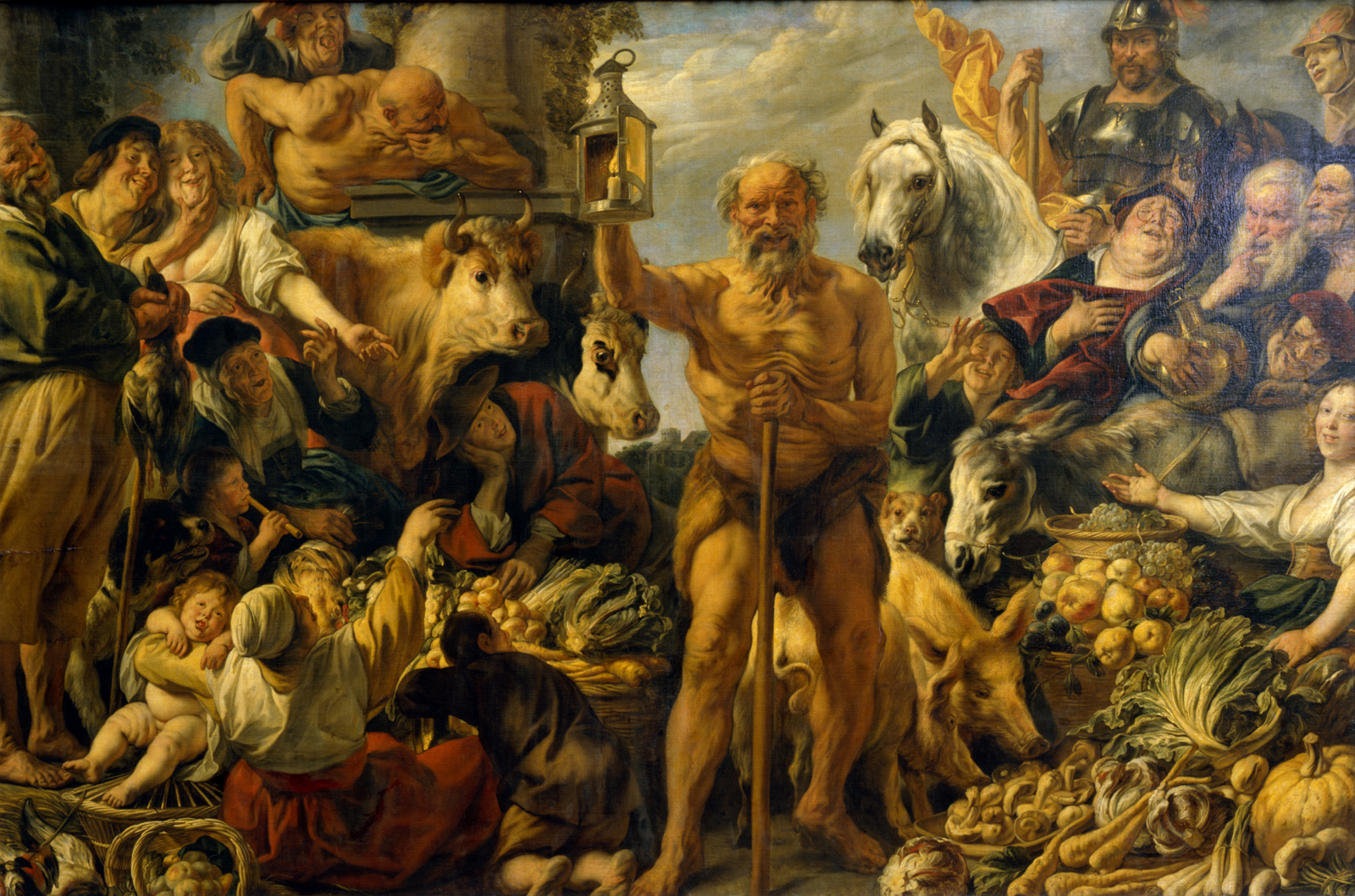
Якоб Йорданс. « Філософ Діоген шукає справжню людину»
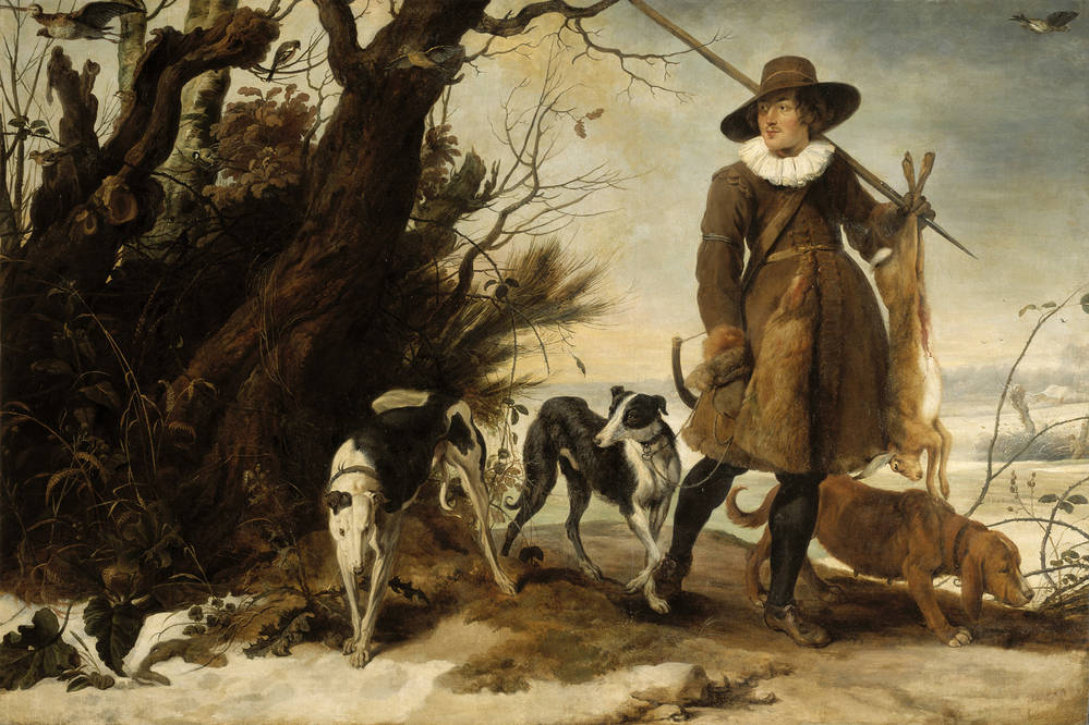
Ян Вільденс.  «Зимовий пейзаж з мисливцем»

## Вибрані твори картинної галереї

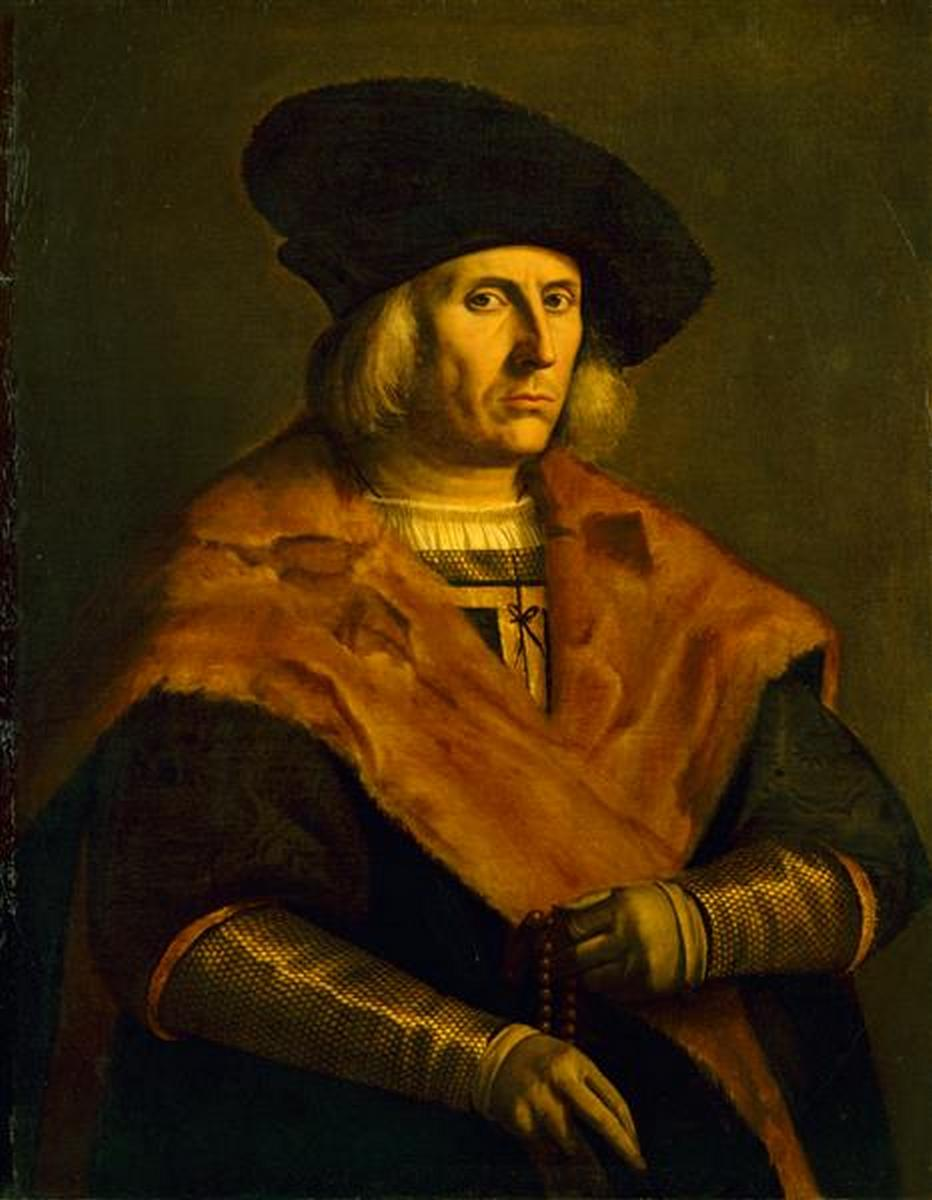
Паоло Морандо або Каваццола. «Портрет шляхетного пана», до 1520 р.

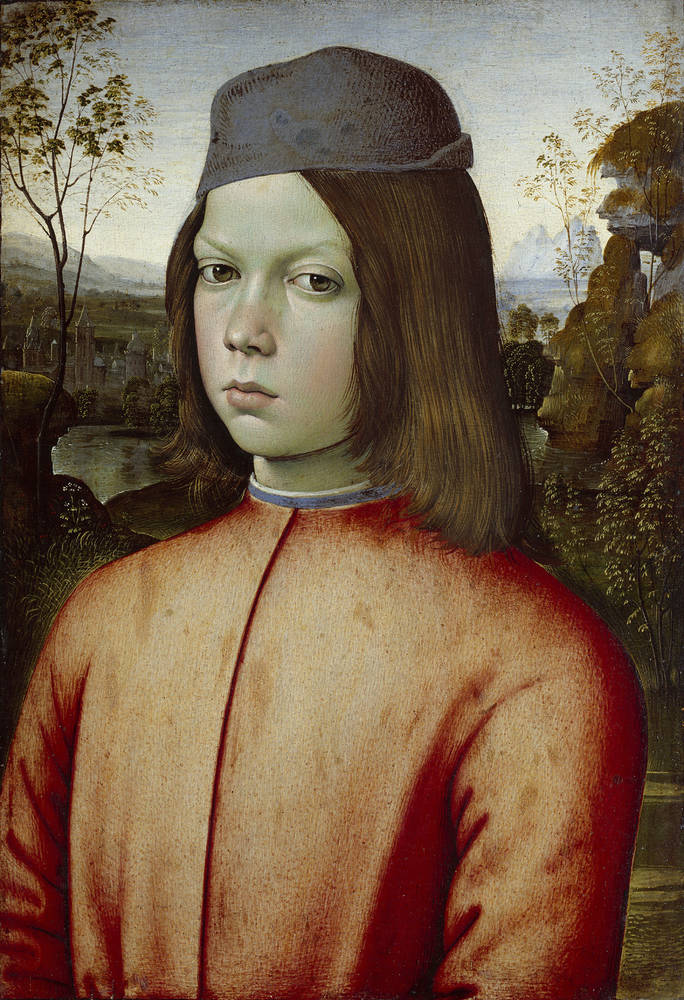
Пінтуріккьо. «Портрет хлопчика-італійця», бл. 1500 р.,  Дрезденська картинна галерея.
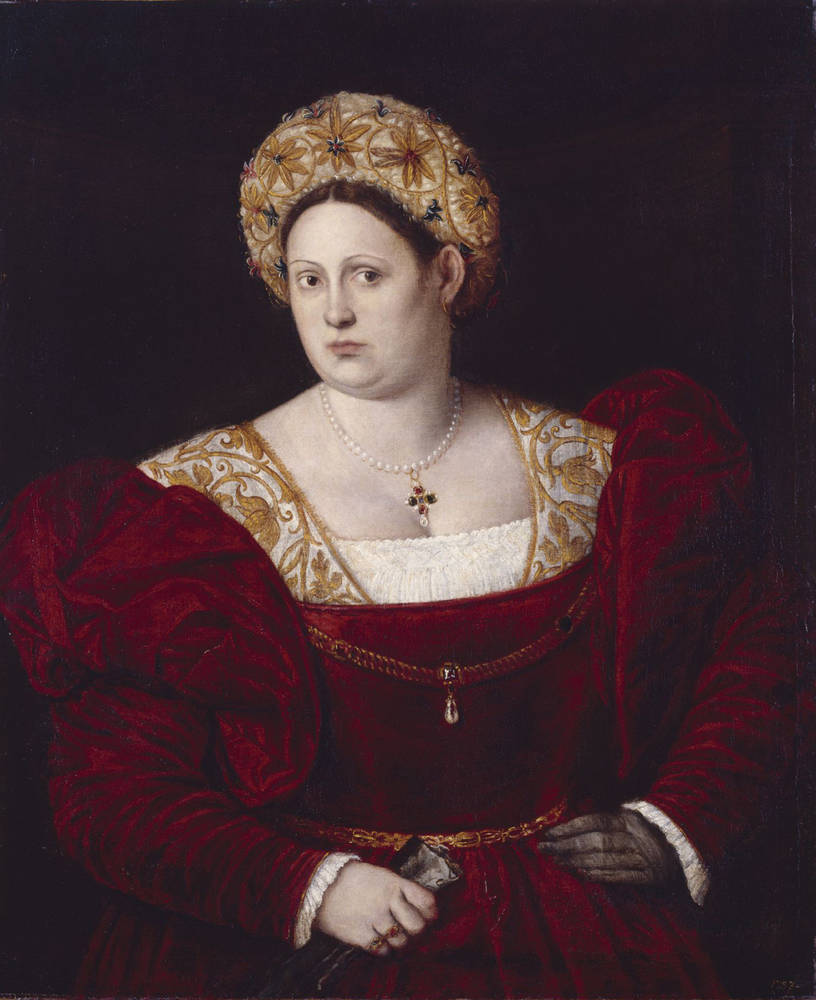
Бернардино Ліцініо. « Портрет шляхетної венеційки з рукавичками», 1533 р., Дрезденська картинна галерея
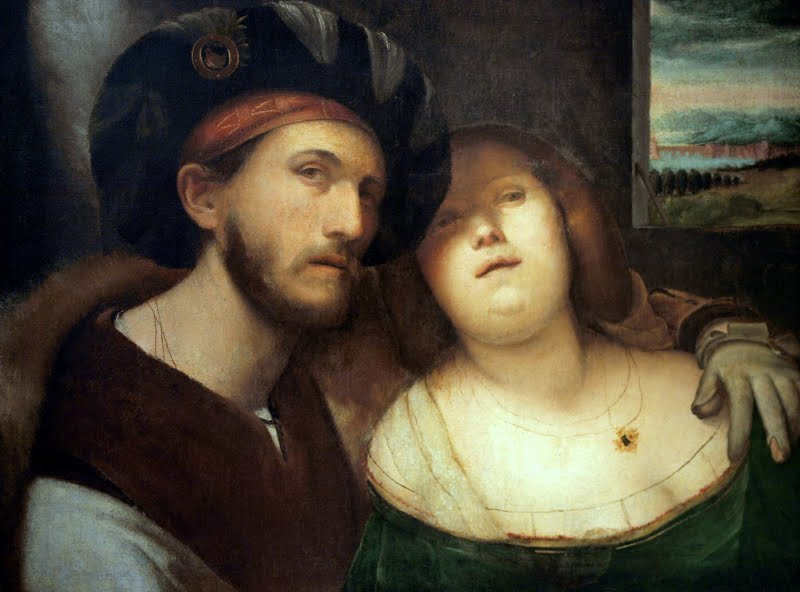
Альтобелло Мелоне. «Коханці», перша половина 16 ст.